# Retrato do Papa Júlio II
Retrato do Papa Júlio II é uma pintura a óleo de 1511-12 realizada pelo pintor italiano da Alta Renascença Rafael Sanzio . O retrato do Papa Júlio II foi uma obra incomum para o seu tempo e teve uma grande influência em retratos papais posteriores. Desde cedo, ele foi especialmente pendurado nos pilares da igreja de Santa Maria del Popolo, na principal rota do norte para Roma, em festas e dias santos. Giorgio Vasari, escreveu, muito tempo depois da morte de Júlio, que "era tão natural e verdadeiro que amedrontou todos que o viram, como se fosse o homem em pessoa".
Há várias versões e cópias da pintura e, por muitos anos, uma versão da obra que agora fica na Galeria Uffizi, em Florença, foi considerada como a original ou primeira versão, mas em 1970 a opinião mudou. A original atualmente acredita-se ser a versão de propriedade da National Gallery, de Londres.

## Composição

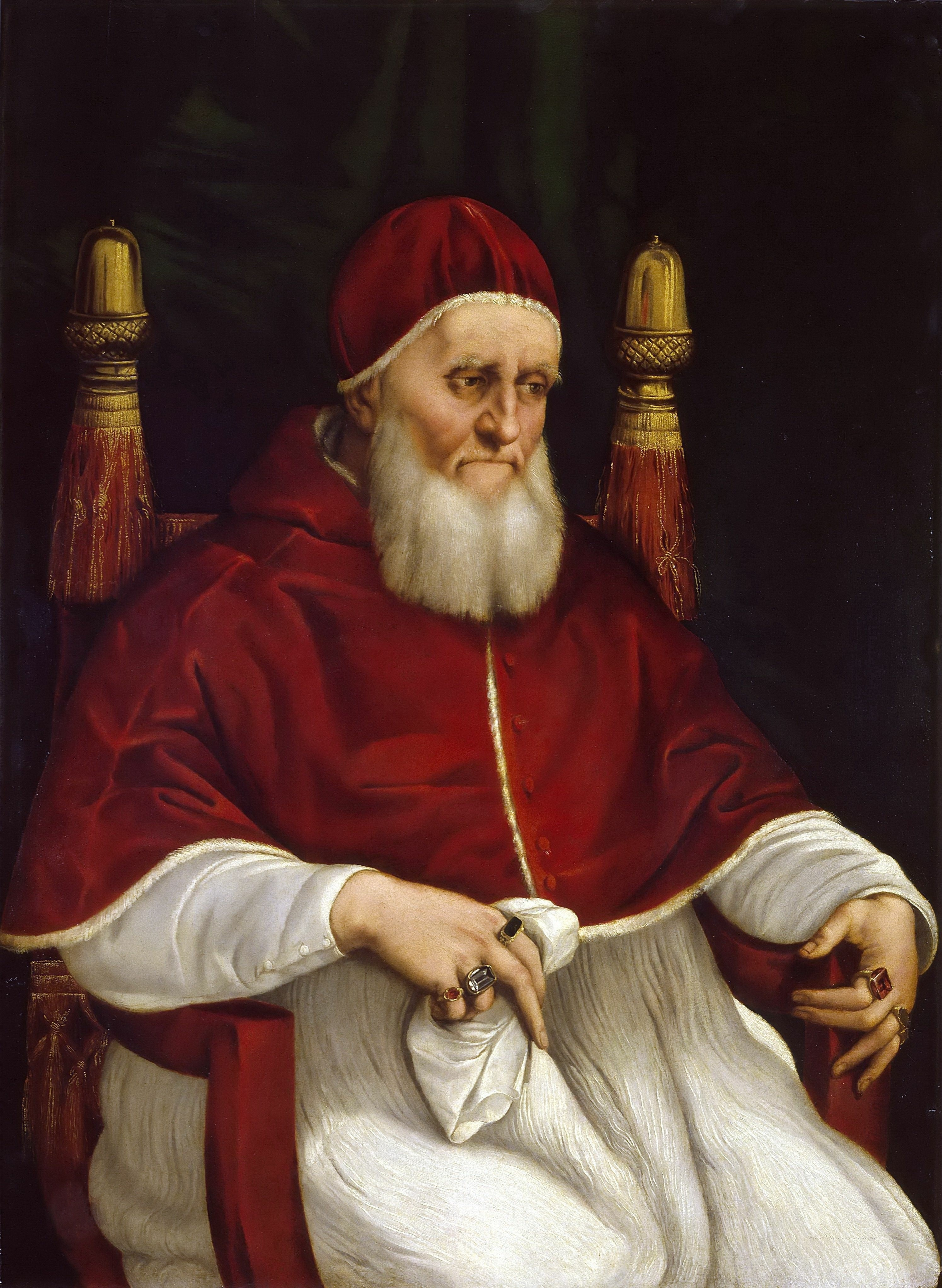
A versão da Galeria Uffizi

A apresentação do tema foi incomum para o seu tempo. Retratos papais anteriores os mostravam de frente ou de perfil e ajoelhado. Ele também foi "excepcional" para a época por mostrar a pessoa sentada de um modo tão evidentemente particular – perdido em pensamentos. A intimidade desta imagem não tinha precedentes em um retrato papal, mas tornou-se o modelo, "que se tornou praticamente uma fórmula", seguido pela maioria dos futuros pintores, incluindo Sebastiano del Piombo e Diego Velázquez. A pintura "estabeleceu um modelo de retratos papais que durou cerca de dois séculos." De acordo com Erica Langmuir, "foi a fusão entre a significância cerimonial e a intimidade que foi tão surpreendente, combinada com a capacidade de Rafael para definir a estrutura interna das coisas, junto com a sua textura exterior".
A pintura pode ser datada entre junho de 1511 e março de 1512, quando Júlio deixava sua barba crescer como um sinal de luto pela perda, na guerra, da cidade de Bolonha. Rafael tinha também incluído retratos de Júlio com barba, representando papas anteriores, nos afrescos chamados Quartos de Rafael (Stanze di Raffaello) do Palácio do Vaticano: A Missa de Bolsena, com retratos da filha de Júlio, Felice della Rovere e Rafael no mesmo grupo, na pintura representando Jurisprudência, próximo a uma janela na Stanza della Segnatura, bem como na Madona Sistina.
O plano de fundo original era um tecido azul e ouro, de seda ou bordado, com emblemas dourados dentro de divisões azul claro em forma de lágrima contra um fundo azul escuro. Os emblemas eram as chaves cruzadas papais, a tiara papal e, talvez, o carvalho heráldico da família de Júlio, os Della Rovere ("do Carvalho"). Esse fundo foi repintado por Rafael com o pano verde agora visto. Os remates da cadeira também são formados por bolotas para representar o emblema dos Della Rovere. Os seis anéis com grandes jóias refletem outra das obsessões de Júlio, que foi a causa de Michelangelo deixar de trabalhar para ele.
De acordo com o catálogo da Nacional Gallery 1901, "Este retrato foi repetido várias vezes por Rafael, ou seus alunos. Passavant enumera nove repetições...além de três só da cabeça." Há um possível esboço da versão de Londres no Palazzo Corsini, Florença, e um desenho em sanguínea na Chatsworth House.

## Procedência
As procedências das várias versões desta pintura são fundamentadas com base em documentos, análise das pinturas e esboços preliminares. Por mais de dois séculos, a versão principal da pintura permaneceu junto com a Madona de Loreto. Primeiramente em Santa Maria del Popolo até 1591, depois em coleções particulares; em seguida, por um tempo no início do século XIX a sua localização era desconhecida.
Até 1970, acreditava-se que a versão de Londres da pintura era uma cópia de estúdio de um original de Rafael, que se acreditava ser a versão na Galeria Uffizi, Florença. Em 1969 Konrad Oberhuber da Galeria Nacional de Arte, em Washington pediu à National Gallery de Londres para tirar fotografias de raios-x de sua versão. Estas revelaram que o fundo da pintura, atrás da cadeira, tinha sido inteiramente repintada, ocultando um número de inventário da coleção Borghese. Essa camada de tinta foi removida em 1970 e o tecido verde suspenso ficou agora totalmente visível. Pequenas amostras de tinta removidas durante esta limpeza mostraram que havia outro plano de fundo com um padrão colorido ainda mais antigo. Cecil Gould, da Nacional Gallery,  publicou os resultados da pesquisa em 1970, afirmando que o original de Rafael havia sido redescoberto, uma atribuição que é agora geralmente aceita. No entanto, a atribuição foi questionada em 1996 por James Beck em um artigo na publicação Artibus et Historiae.

### Santa Maria del Popolo

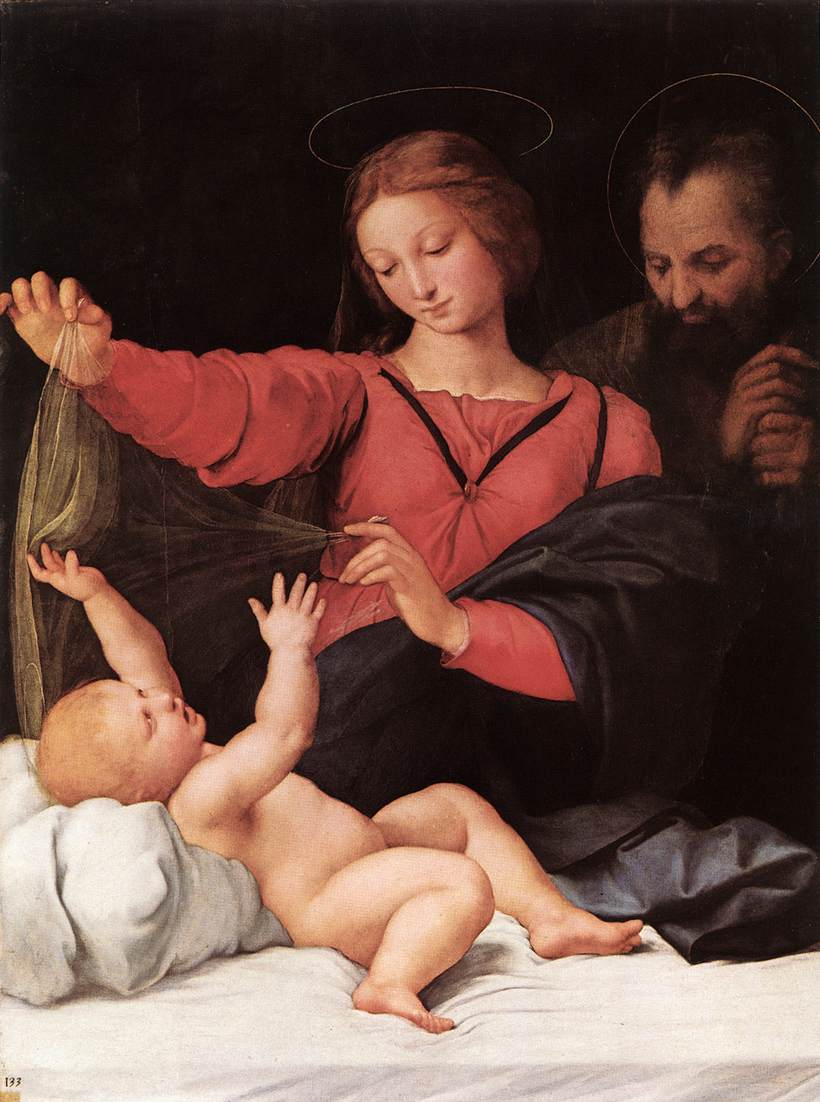
A Madona de Loreto foi exibida junto com o Retrato do Papa Júlio II durante o século XVI.

Júlio II encomendou a Rafael esta pintura e a Madona de Loreto, que ficaram em Santa Maria del Popolo,  no portão de entrada de Roma.
Um conjunto impressionante de artistas do Renascimento foram trazidos para decorar Santa Maria del Popolo, começando com Rafael.  Ambas as pinturas do artista, Julius II e a Madona eram penduradas em pilares durante os dias de festa  ou dias santos.
Com quase o mesmo tamanho, as duas pinturas parecem que foram elaboradas para complementar uma à outra. Além de suas dimensões, elas também têm uma forte orientação vertical. Os olhos nas pinturas estão voltados para baixo e dão uma sensação contemplativa. O posicionamento e a iluminação dentro das pinturas parecem indicar que elas foram feitas para cada flanco de um altar na capela abobadada. As duas obras ficaram juntas por um tempo, mas através de mudanças de propriedade, hoje a "Madonna de Loreto" está localizada no Museu Condé, Chantilly.
Como um meio de indicar a sua estima pela Madona, o que resultou na combinação das duas pinturas, Júlio encomendou a Madona Sistina no último ano de sua vida, onde sua adoração é mostrada pelo Papa ajoelhado aos pés da Virgem.
Há muitas suposições concorrentes sobre as circunstâncias envolvendo a história da pintura, após ela ter sido removida de Santa Maria del Popolo, em parte causada pelas muitas cópias da obra e em parte por atrasos na publicação de documentos vitais.

### Cardeal Sfondrati
Em 1591, as pinturas de Rafael "Júlio II" e aquela que mais tarde seria chamada de "Madona de Loreto" foram retiradas da igreja por Paolo Camillo Sfondrati, mais tarde cardeal Sfondrati, sobrinho do Papa Gregório XIV. Em 1608, ele vendeu as pinturas ao cardeal Scipione Borghese.

### Coleção Borghese
As pinturas ainda faziam parte da coleção Borghese em 1693, como mostra um pequeno número de inventário "118" gravado na parte inferior esquerda da versão londrina do retrato de Júlio. A descoberta desse número escondido pelo excesso de tinta, por meio de fotografias de raios-x em 1969, foi uma das peças-chave da prova que estabelece a primazia da versão Londres. Ele coincide com um catálogo de pinturas do Palazzo Borghese em Roma no ano de 1693. A pintura presumivelmente deixou a coleção entre 1794 e 1797. Seu paradeiro ficou então desconhecido até que reapareceu na Coleção Angerstein em Londres por volta de 1823 e assim foi adquirida pela National Gallery em 1824. Inicialmente foi catalogado como sendo um Rafael, mas esta atribuição foi logo abandonada por mais de um século.

## Galeria

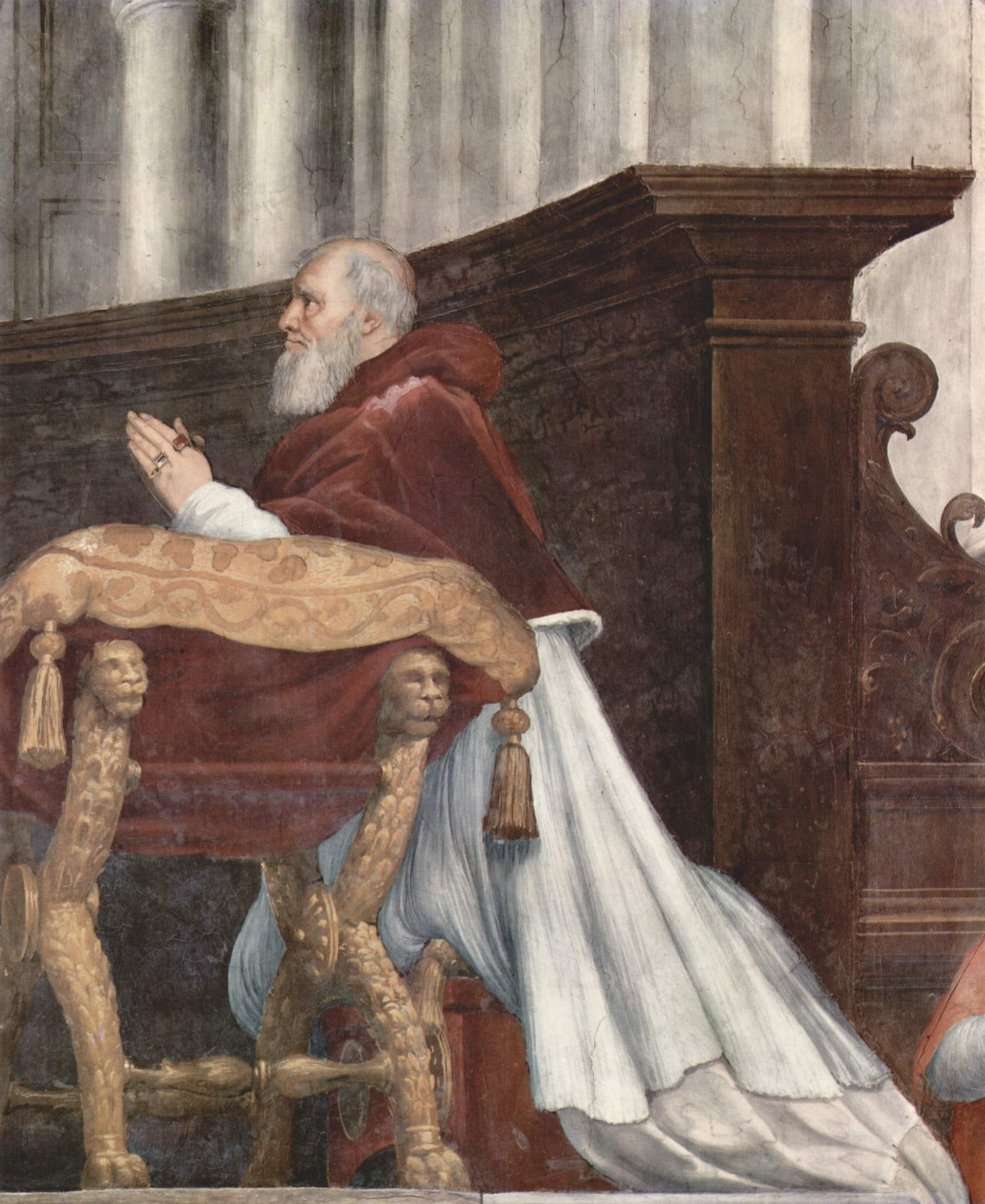
Júlio em A Missa de Bolsena
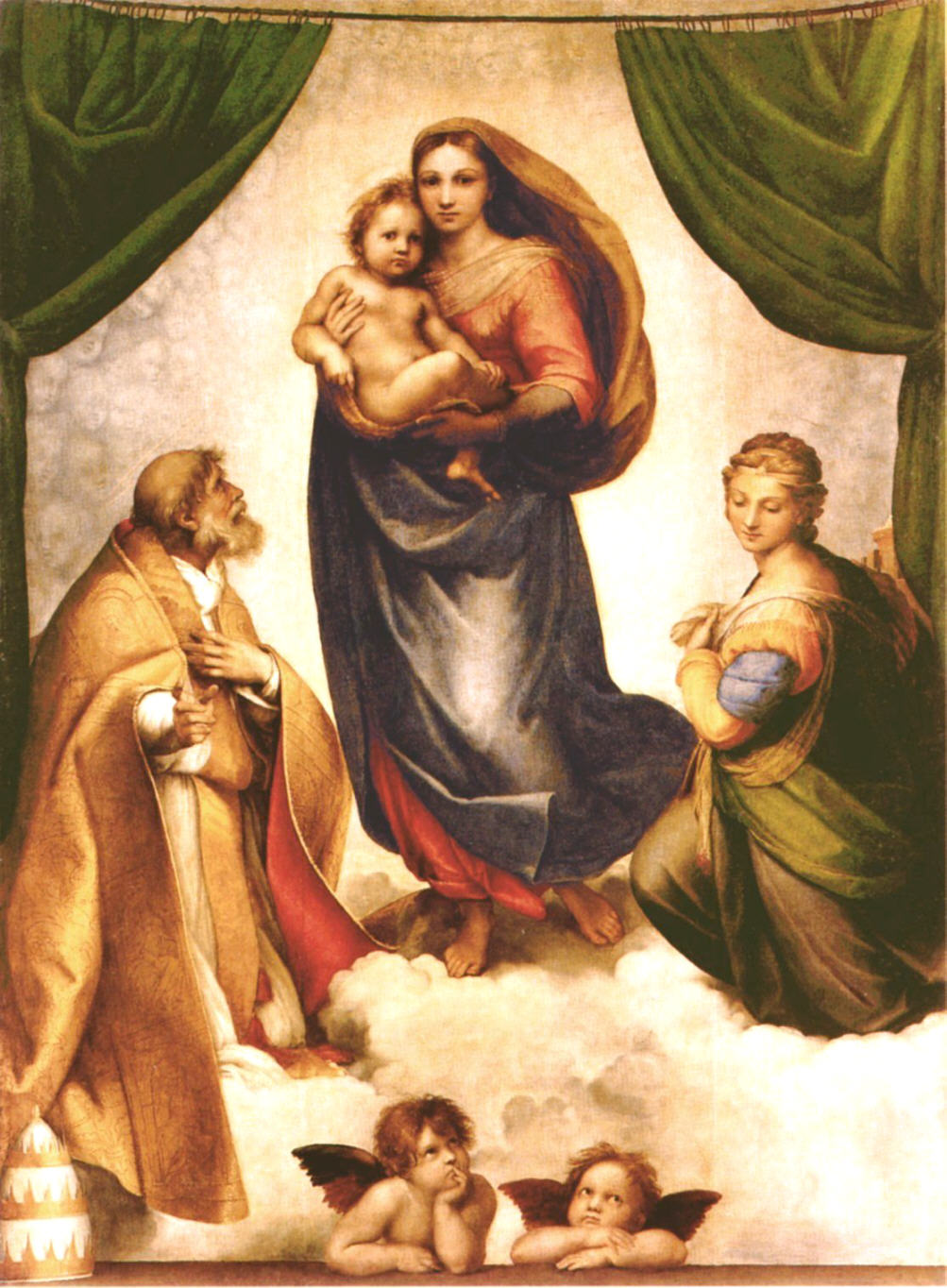
Júlio encomendou a Madona Sistina no último ano de sua vida